# بيترو شنايدر
بيترو شنايدر (بالألمانية: Simone Schneider)‏ هي مغنية ألمانية، ولدت في 1972 في هاغن في ألمانيا.

## وصلات خارجية
- بيترو شنايدر على موقع ميوزك برينز (الإنجليزية)
- بيترو شنايدر على موقع ديسكوغز (الإنجليزية)